# HD124915
HD124915 — хімічно пекулярна зоря спектрального класу A5, що має видиму зоряну величину в смузі V приблизно  6,4.
Вона  розташована на відстані близько 170,0 світлових років від Сонця.

## Фізичні характеристики
Зоря HD124915 обертається 
досить швидко 
навколо своєї осі. Проєкція її екваторіальної швидкості на промінь зору становить  Vsin(i)= 79км/сек.